# Siemiatycze
Siemiatycze es un municipio del noreste de Polonia. Pertenece al voivodato de Podlaquia, en el distrito de Siemiatycze. Es sede de la comuna rural de Siemiatycze. Está situado en la llanura de Drohiczyn, por la que pasa el río Kamianka. Se extiende sobre una superficie de 36,3 km², con 13 491 habitantes, según censo del 31 de diciembre de 2022, con una densidad de población de 371,7 hab. /km².

## Ubicación
Siemiatycze se encuentra en el este de Polonia, en la parte sur del Voivodato de Podlaquia y a 64 km de Siedlce, la otra localidad importante de su distrito. Según datos del 1 de enero de 2011, la superficie de la ciudad era de 36,3 km². La ciudad constituye el 2,48% del área del distrito.
- Tierra agrícola: 61%
- Tierras forestales: 23%

En los años 1975-1998 la ciudad perteneció administrativamente al voivodato de Białystok.

## Historia

### Historia hasta 1795

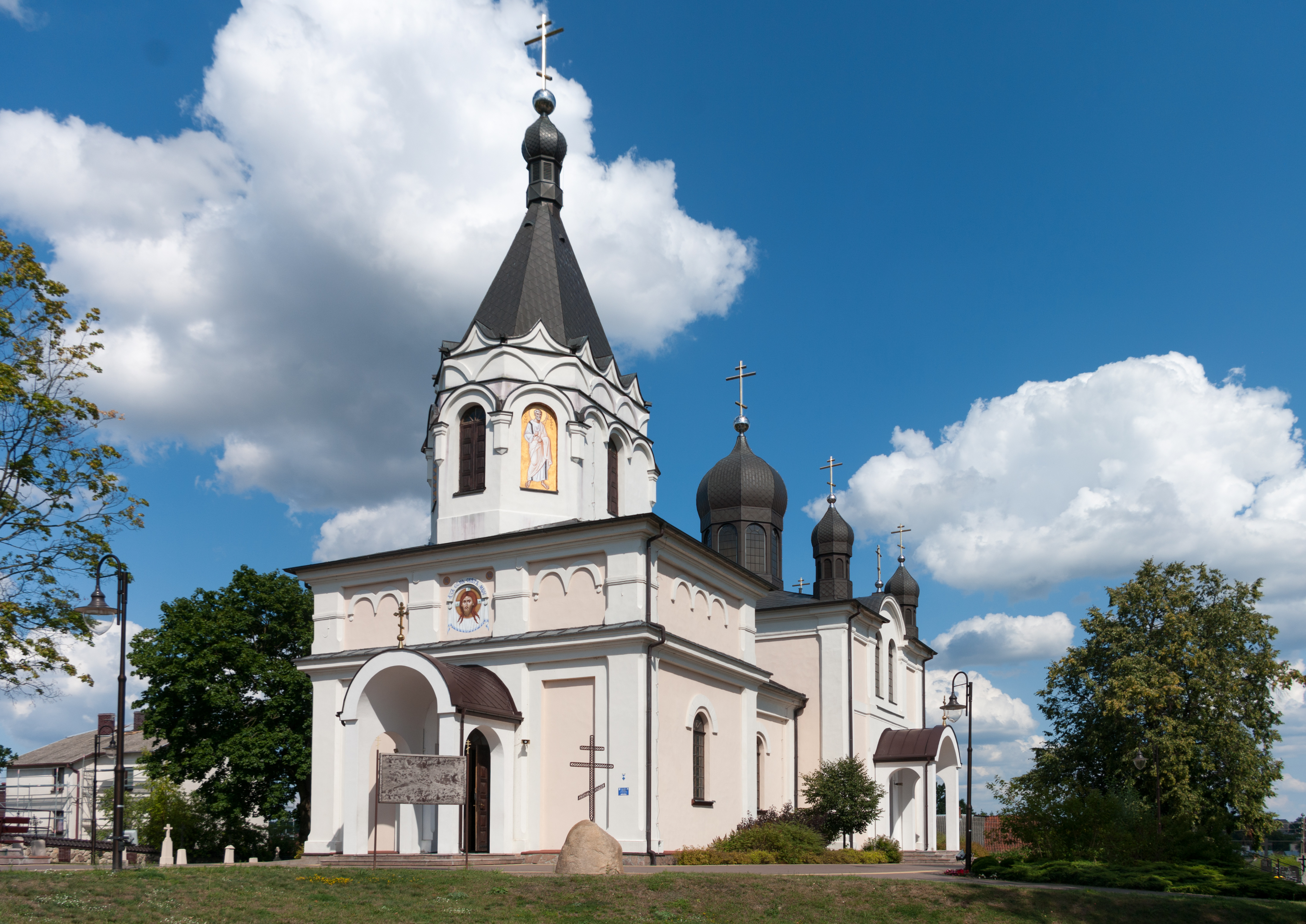
Iglesia Ortodoxa de los Santos Pedro y Pablo en Siemiatycze

La historia de la ciudad se remonta a mediados del siglo XV, cuando se construyeron las primeras propiedades. El asentamiento señorial original que existió en los años 1443-1542, con la iglesia de la Santísima Trinidad, los Santos Pedro y Pablo y Santa Parasqueva, estaba situado en una colina sobre el río Mukhavets. En la orilla opuesta del Muchawiec, a mediados del siglo XV comenzó a establecerse un nuevo asentamiento, diferente de la iglesia, de carácter nacional y religioso, para el cual Michał Kmita Sudymontowicz fundó una iglesia en 1456. Así, ya al comienzo de la ciudad, se puede observar un fenómeno bastante típico de Podlaquia: la formación de dos núcleos de asentamientos que, sin embargo, constituyen una ciudad, con una composición religiosa, jurídica y étnica separada de la sociedad. En el año 1527 la propiedad de Siemiatycze comprendía 7 pueblos. La ciudad privada tenía la Ley de Magdeburgo en 1542. En enero de 1542, Segismundo II Augusto emitió un documento que permitía a Siemiatycze utilizar la Ley de Magdeburgo (derechos municipales). Stanisław Tęczyński hizo uso de este derecho, y el 2 de abril de 1542 presentó a las autoridades de la ciudad y ordenó trabajar en la organización de la ciudad y su colonización. Inicialmente, Siemiatycze pertenecía a la tierra de Mielnik, en 1546 se incorporaron a la tierra de Drohicka, que formaba parte del voivodato de Podlaquia. En 1580 había en Siemiatycze 26 casas comerciales, 186 viviendas, 32 casas de campo y 40 casas con propiedades residenciales. Un total de 282 casas estaban habitadas por 1 900 personas. Siemiatycze era entonces una de las ciudades medianas del voivodato de Podlaquia. Los inicios del asentamiento judío en Siemiatycze se remontan al año 1582. Krzysztof Radziwiłł obtuvo bienes de la familia Tęczyński y en 1588 fundó aquí una iglesia calvinista. En 1599 Siemiatycze formó parte de la dote de Elżbieta Radziwiłłówna, que se casó con Lew Sapieha, quien ordenó la demolición de la iglesia.

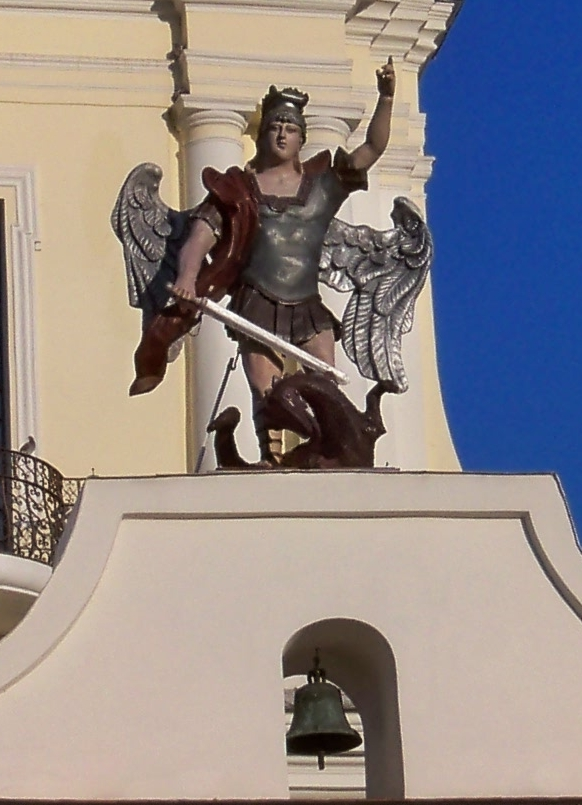
Imagen de San Miguel Arcángel a la puerta de la iglesia de la Asunción de la Santísima Virgen María

En los años 1655-1660, el desarrollo de la ciudad se vio obstaculizado por la invasión sueca . Casi el 30% de la comunidad murió. La destrucción de Mielnik y Drohiczyn por los suecos aumentó la importancia de Siemiatycze. En 1673, Siemiatycze era propiedad de la voivoda de Vilna, Anna Barbara Sapieżyna. A finales del siglo XVII vivía en la ciudad Gedalia de Siemiatycze, considerada la precursora del sionismo. En los años 1710-1711, la Gran Peste, u otra forma de peste (epidemia de peste ), diezmó a la población y los supervivientes se refugiaron en la iglesia cercana de Grabarka. En 1722, la Congregación de la Misión asumió la dirección de la parroquia católica de la Asunción de la Virgen María. Los misioneros fundaron y dirigieron la escuela y un refugio para ancianos y discapacitados, y también realizaron obras de caridad. Frente a la iglesia se erigió una puerta con una estatua de San Miguel Arcángel.
En 1758, un incendio destruyó parte de la plaza del mercado junto a la iglesia. A partir de 1758, Siemiatycze pasó a ser propiedad de la duquesa Anna Jabłonowska, nacida Sapieha. La ciudad fue ampliada. Ese mismo año, un gran incendio destruyó la mayoría de los edificios, incluida la iglesia. En 1772, por orden de la duquesa, se derribó el antiguo Ayuntamiento de madera y en su lugar se construyó un nuevo edificio de mampostería. El ayuntamiento tenía cuatro alas y un patio interior rectangular con un edificio de pequeña escala en el centro. En el edificio había un lugar para tiendas de campaña. En el año 1775 el número de casas en Siemiatycze era de 285; En este período, Siemiatycze era la quinta ciudad en términos de población en toda la región de Podlaquia después de Międzyrzec, Węgrów, Tykocin y Ciechanowiec .

### Años 1775-1918

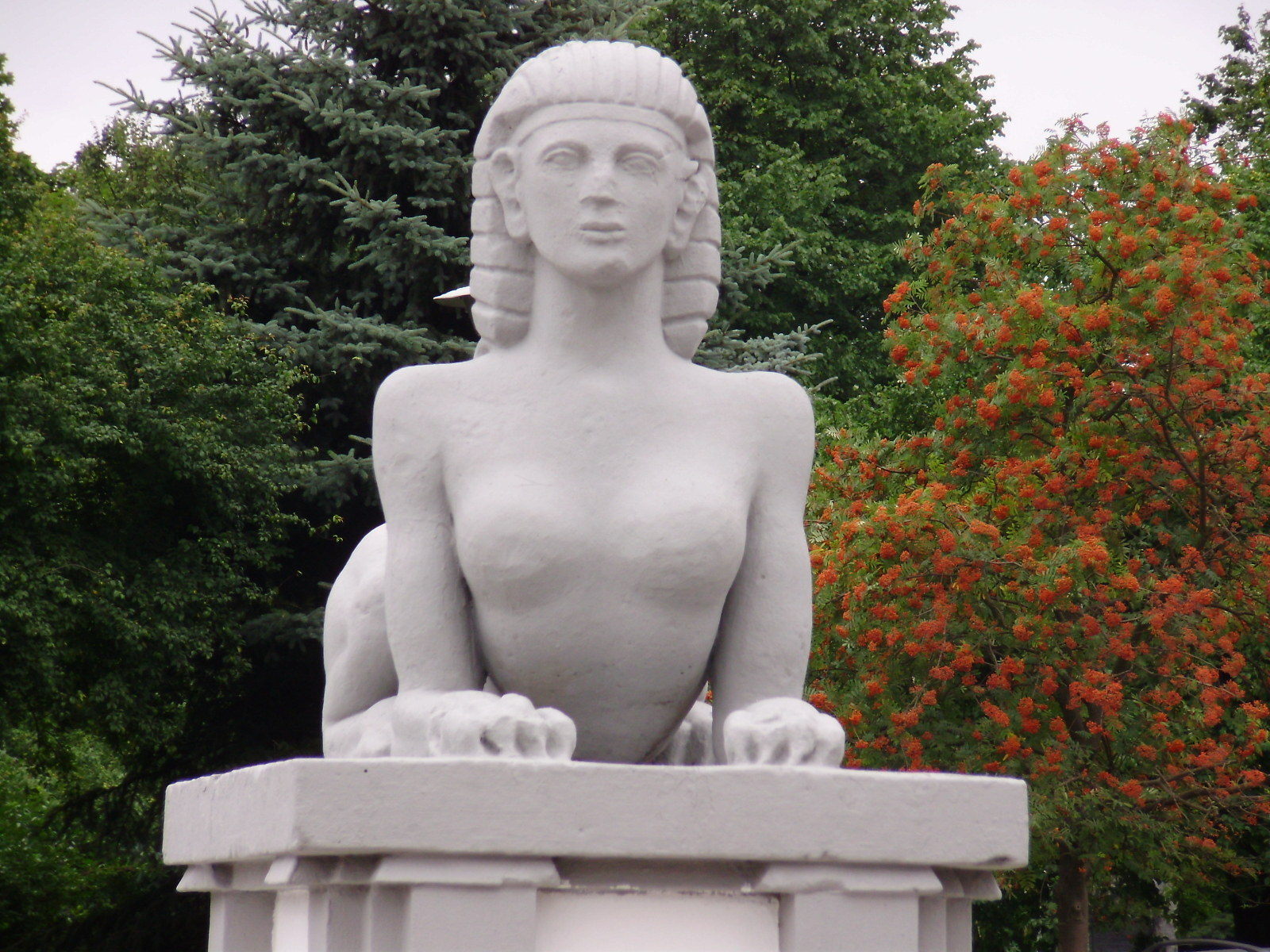
Estatua de una esfinge en la antigua puerta de entrada al palacio de la duquesa Anna Jabłonowska

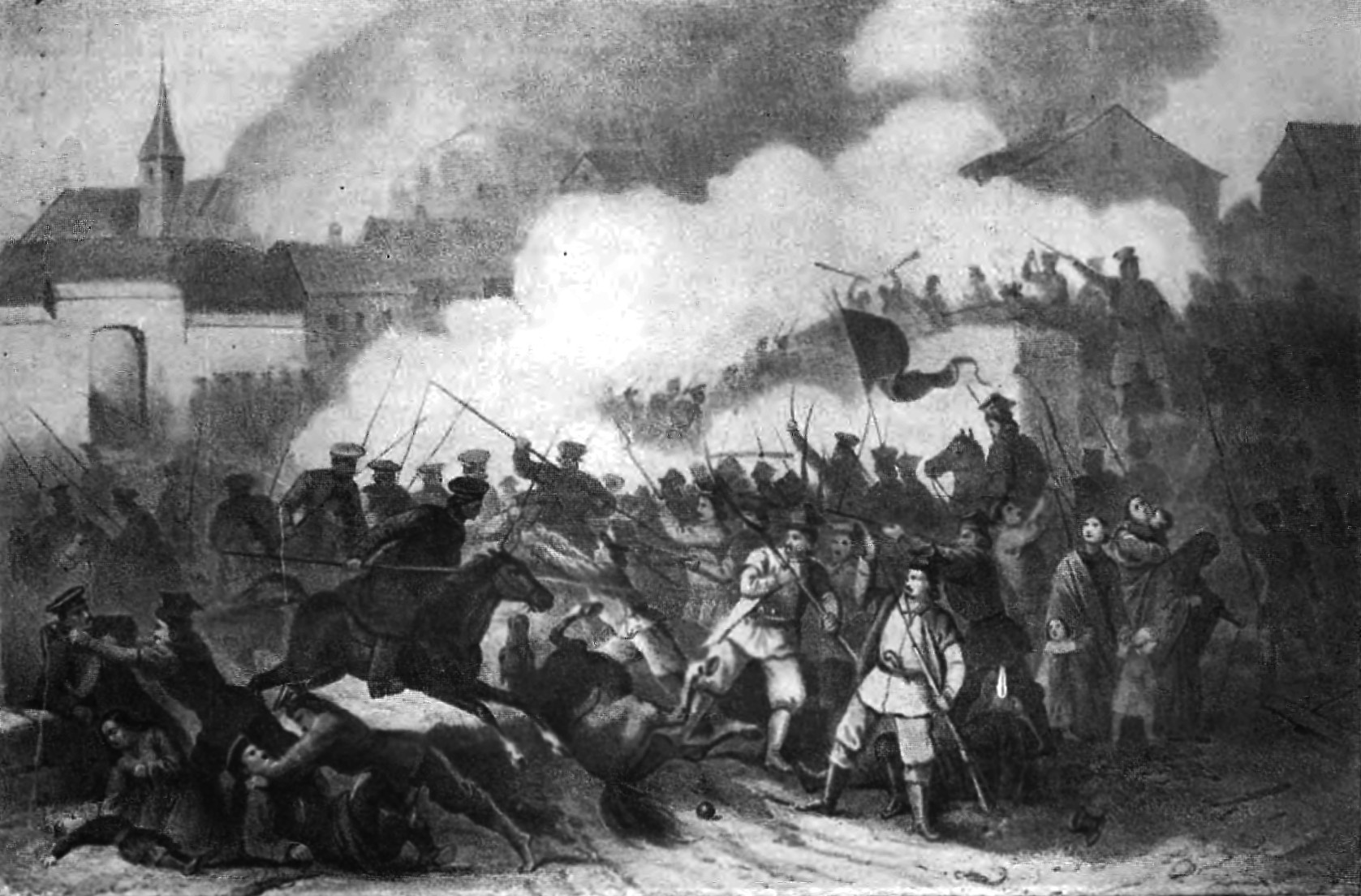
Batalla de Siemiatycze, 1863

En 1777 se inició en Siemiatycze la construcción del palacio de la duquesa Anna Jabłonowska. En el palacio se instaló un Gabinete de Historia Natural, donde se presentaron las colecciones zoológicas y botánicas reunidas por Jabłonowska, obras de arte como medallas, hallazgos arqueológicos, libros, grabados en cobre y otros. Estas colecciones fueron vistas, entre otros, por el rey Estanislao II Augusto, el gran duque Pablo Romanov, dignatarios y científicos: Stanisław Staszic, Hugo Kołłątaj . También es probable que sea el año en el que se colocaron las estatuas de la Esfinge en los pedestales del sarcófago de la puerta del palacio, que ahora se puede ver después de la reconstrucción. En 1789, el rey Estanislao Augusto Poniatowski, a petición de la casera, acordó pasar cuatro semanas los miércoles en la ciudad, que coincidían con la fiesta de Santa Ana, el 26 de julio.
Después de la Tercera Partición de Polonia en 1795, Siemiatycze quedó bajo dominio prusiano. El período 1797-1801 es el período de construcción de la sinagoga judía, que se incendió durante la Segunda Guerra Mundial . Después de la muerte de Anna Jabłonowska en 1800, Stanisław Sołtyk vendió sus colecciones palaciegas en 1802 al zar Alejandro I por 50 000 ducados y las envió a Moscú .
El 7 de julio de 1807, en virtud de los Tratados de Tilsit, Siemiatycze y los territorios circundantes fueron incorporados al Imperio ruso . En 1825, 1945 personas vivían en Siemiatycze. En la ciudad había 20 edificios de ladrillo, 330 edificios de madera, 2 fábricas, 10 tiendas, 40 tabernas, una casa de baños y dos parques municipales. En 1861 el municipio de Siemiatycze estaba formado por 25 ciudades y pueblos.
El 6 y 7 de febrero de 1863 es la fecha de la batalla de Siemiatycze, librada entre unidades insurgentes comandadas por Lewandowski, Cichorski y Rogiński y el ejército ruso liderado por el general Maniukin. La batalla tuvo lugar dentro y alrededor del cementerio local (actualmente entre las calles Ciechanowiecka y Powstania styczniowego). Como resultado de la gran ventaja de fuego de los rusos y el mando ineficaz de las tropas insurgentes, la batalla terminó en derrota. Después de su victoria, los rusos tomaron importantes represalias, saquearon la ciudad y la incendiaron. Por ejemplo, el palacio de Anna Jabłonowska quedó completamente destruido y no fue reconstruido posteriormente.
El 29 de abril de 1865 se consagró la primera piedra para la construcción de una iglesia ortodoxa de ladrillo en una colina junto a un edificio de madera dañado. La construcción se completó en 1866. El 2 de noviembre se consagró la nueva iglesia bajo la advocación de San Pedro y Santa Paraskieva. En 1897, la sociedad de Siemiatycze estaba compuesta por: 75% judíos, 15% católicos, casi 10% cristianos ortodoxos y algunos protestantes. En 1900 se construyó cerca de la sinagoga una guardería neobarroca (Casa Talmudica). Después de la guerra, en este edificio se encontraba, entre otras cosas, una guardería pública, luego durante mucho tiempo fue la sede de la biblioteca pública municipal Anna Jabłonowska y actualmente hay una escuela de formación profesional básica. En el edificio del cuartel se organizaron una iglesia y una escuela parroquial de una clase, posteriormente transformada en una escuela de dos clases.

### Segunda República

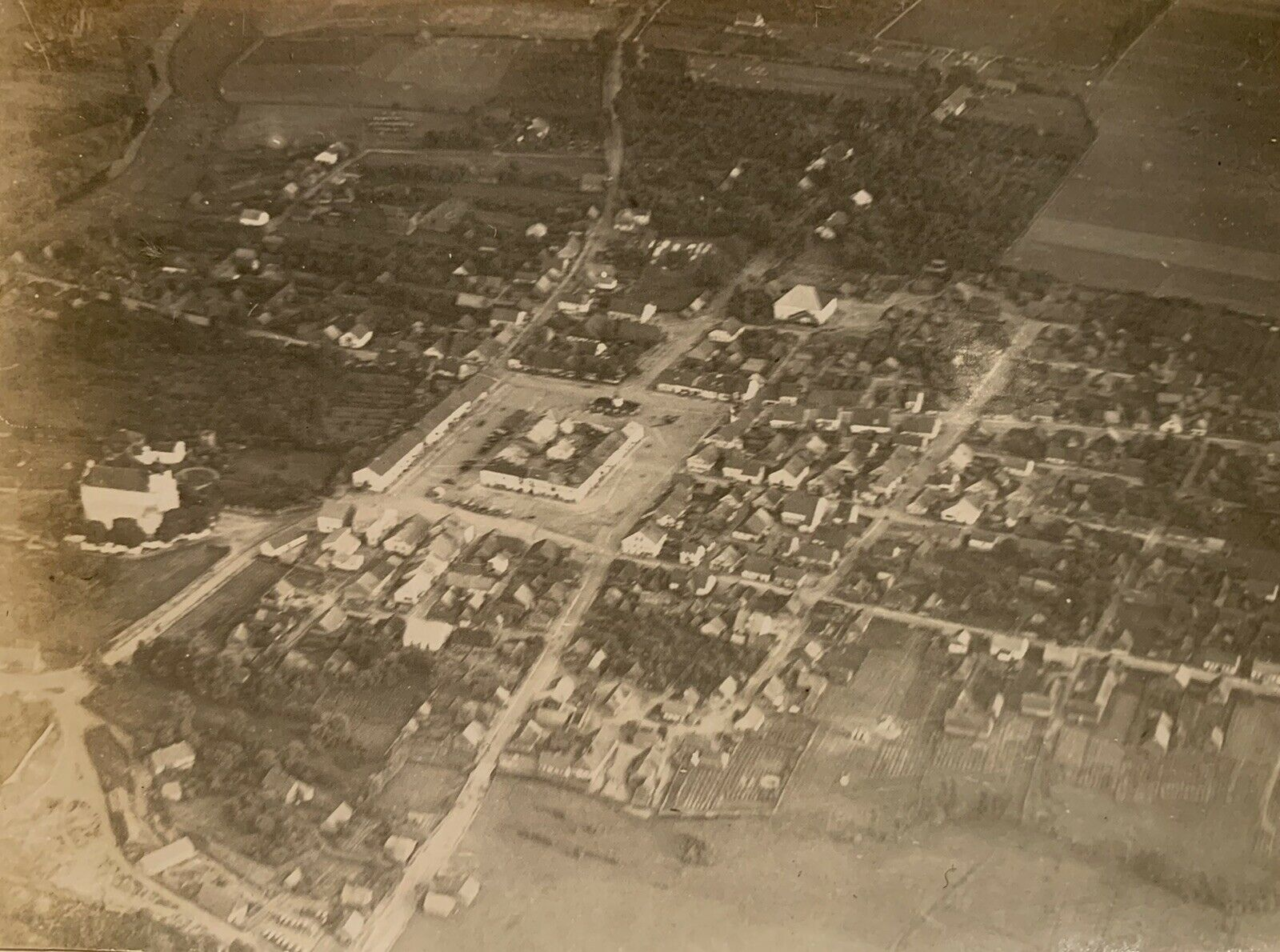
Siemiatycze durante la Primera Guerra Mundial

En 1921 Siemiatycze tenía 5 694 habitantes (6 816 habitantes en 1931). La composición aproximada de la sociedad era la siguiente: 65% judíos, 25,7% católicos, 9% cristianos ortodoxos. El 33% de los habitantes se consideraban polacos, alrededor del 61% se declaraban judíos y alrededor del 5% de nacionalidad bielorrusa. En la ciudad vivían aproximadamente el 26% de los polacos, el 65% de los judíos y el 8% de los bielorrusos. La comuna de Siemiatycze estaba habitada por 10 676 personas, 54% ortodoxas, 45% católicas, la mitad de la población polaca y la otra mitad bielorrusa. El 3 de mayo de 1921 se inauguró el ya desaparecido monumento a Tadeusz Kościuszko, que luego fue demolido por los alemanes durante la Segunda Guerra Mundial .

### Segunda Guerra Mundial
El 11 de septiembre de 1939 las tropas alemanas entraron en Siemiatycze y ocuparon la ciudad. Del 17 al 20 de septiembre de 1939, la ciudad y sus alrededores fueron abandonados por los alemanes, dando paso a las tropas invasoras soviéticas. Durante la ocupación y retirada, los alemanes llevaron a cabo actos de violencia y aterrorizaron a la población local. El 7 de noviembre de 1940, las autoridades soviéticas erigieron un monumento a Lenin en Siemiatycze para celebrar la incorporación de la ciudad al territorio de la República Socialista Soviética de Bielorrusia . El monumento fue destruido por los alemanes el 5 de julio de 1941. Desde el 29 de agosto hasta finales de julio de 1941 estallaron disturbios antijudíos en la ciudad. Durante los enfrentamientos con las tropas soviéticas y la ocupación en 1941, se produjeron varios asesinatos de población civil y las aldeas cercanas fueron pacificadas e incendiadas. Los alemanes a menudo tomaron represalias contra la población polaca por las pérdidas sufridas como resultado de los combates, sin perdonar a los ancianos y a los niños. Se produjo la destrucción final del ayuntamiento de Siemiatycze, uno de los edificios más importantes de su tipo en la región. El ayuntamiento no fue reconstruido y sus ruinas, después de ser rellenadas con tierra, se convirtieron en una plaza en medio de la plaza del mercado.
En agosto, los ocupantes crearon un gueto en Siemiatycze (en la plaza de las calles Górna, Wysoka, Koszarowa y Słowiczyńska) principalmente para la población judía de Siemiatycze y sus alrededores. En el gueto estaban reunidas 4 200 personas, residentes de Siemiatycze y de los pueblos vecinos. Del 2 al 9 de septiembre de 1942 tuvo lugar la primera deportación del gueto. Del 8 al 10 de noviembre de 1942, los judíos fueron deportados del gueto y sus residentes fueron enviados principalmente al campo de exterminio de Treblinka II (a unos 90 km de Siemiatycze), donde fueron asesinados junto con 750.000 judíos y otros prisioneros. Los judíos que escaparon del gueto formaron una unidad armada bajo el mando de Herszel Szebes, que operaba en los bosques cercanos a Siemiatycze.
Siemiatycze fue capturada el 22 de julio de 1944 por las tropas soviéticas del 65.º Ejército. El 6 de abril de 1945 se produjo un ataque armado a la casa de Judy Blumberg en la calle Berka Joselewicz, donde vivían 28 judíos. El ataque fue interrumpido solo por el regreso a la ciudad de las unidades militares alertadas.
Durante la guerra, la ciudad perdió el 60% de sus edificios residenciales y aproximadamente el 50% de los edificios públicos, fábricas y una central eléctrica fueron destruidos. Inmediatamente después de la liberación, la población de la ciudad se estimaba en 3 000 habitantes (40% de la población de 1939 - 7850 habitantes). Tras el regreso de algunos de sus habitantes, en 1946 la población de Siemiatycze ascendía a 4 106 personas, el 52% de la población en 1939. La población judía, que constituía el 60% de los habitantes de Siemiatycze antes de la guerra, fue exterminada casi por completo.

### República Popular de Polonia

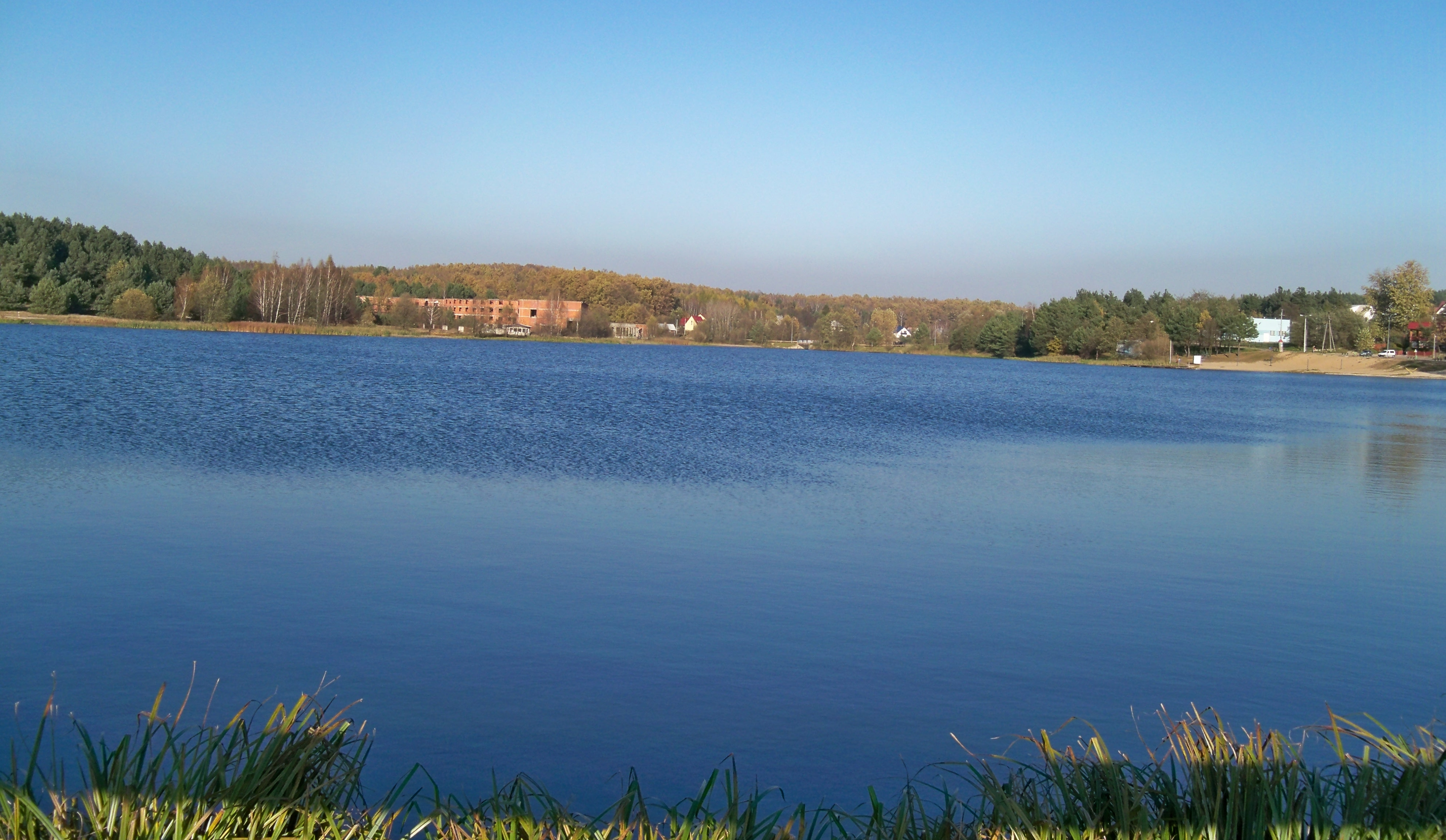
Embalse en Siemiatycze

En 1952 se separó un nuevo condado con sede en Siemiatycze de la parte sur del condado de Bielsk . Siemiatycze siguió siendo una ciudad de distrito hasta 1975. El 1 de mayo de 1973 se produjo un incendio en la iglesia de Siemiatycze. El edificio no quedó completamente destruido, pero el incendio provocó importantes pérdidas de equipamiento e iconos . El 12 de julio la iglesia renovada fue consagrada por el metropolita de Varsovia Bazyli. En 1975 se puso en funcionamiento el primer embalse de Siemiatycze. Actualmente hay 3 embalses.

### Después de 1989
En 1990 se publicó el primer número de la revista regional Głos Siemiatycze, originalmente en blanco y negro, y desde abril de 2000 se publica semanalmente con gráficos en color. El 14 de octubre de 1998, la ciudad fue visitada por el Patriarca Ortodoxo de Constantinopla, Bartolomé I, quien, asistido por el Metropolita Savas, realizó el solemne acto de colocación de la primera piedra sobre los cimientos ya preparados de la nueva iglesia de la Resurrección del Señor. El 18 de agosto de 2010, el patriarca ecuménico visitó nuevamente Siemiatycze y procedió a la dedicación total de la iglesia recién construida. No fue el único alto dignatario ortodoxo que visitó Siemiatycze. El 18 de agosto de 2001 llegó a la ciudad el Patriarca de Alejandría y de toda África, Pedro VII. Como resultado de la reforma administrativa de 1999, se reactiva el distrito de Siemiatycze, incluidas las comunas de: Drohiczyn, Dziadkowice, Grodzisk, Mielnik, Milejczyce, Nurzec-Stacja, Perlejewo, Siemiatycze . El distrito forma parte del voivodato de Podlaquia, con su capital en Białystok .

## Monumentos históricos
Preservados:
- Iglesia Ortodoxa de los Santos Apóstoles Pedro y Pablo desde 1866 (parroquia)
- Complejo posmisionero
  - Iglesia parroquial de la Asunción de la Santísima Virgen María, fundada en 1456 en Michael Street, construida en su actual forma barroca tardía entre 1719 y 1727 según el diseño de Karol Antoni Bay. La fachada fue rediseñada en 1729 y 1732. También se conservan los elementos renacentistas más antiguos.
  - Monasterio de los Misioneros: construido en el actual formato barroco tardío entre 1719 y 1727, según el diseño de Karol Antoni Bay. Después de 1914, el pabellón noreste quemado fue demolido.
  - Muralla y campanario del barroco tardío de 1725 a 1727.
  - Imagen de San Juan Nepomuceno del siglo XVIII.
  - Hospital de 1726 construido por Wincenty Rachetti. Destruido por remodelación en 1850.
- Antigua sinagoga de 1797 construida según el proyecto de 1777 de Szymon Bogumił Zug en estilo clasicista. Reconstruido en 1964.
- Guardería del año 1900 en la calle Pałacowa, número 10, de estilo neobarroco y modernista.
- Capilla del cementerio evangélico de Augsburgo de mediados del siglo XIX, originalmente la capilla funeraria de la familia Fanshawe.
- Capilla del cementerio de Santa Ana de 1826 a 1827.
- Invernadero de naranjos de 1860.
- Casas clasicistas en la calle Pałacowa (números 14, 19, 25, 28).
- Estatuas de esfinges en la antigua puerta de entrada al palacio de la duquesa Anna Jabłonowska.
- Cementerio (multiconfesional) fundado en 1805.[20]
- Capilla del pilar al este de la ciudad de mediados del siglo XIX.
- Cementerio de la Primera Guerra Mundial .
- Ruinas del conjunto fabril de tejas de finales del siglo XIX.

no conservado:
- Ayuntamiento en la plaza del mercado construido después de 1772 según el diseño de Szymon Bogumił Zug y destruido en 1941 por los alemanes
- Campanario sur del siglo XVIII junto al complejo de la misión, derribado por los alemanes durante la Segunda Guerra Mundial .
- Palacio de la duquesa Anna Jabłonowska construido después de 1777 según el diseño de Szymon Bogumił Zug. Fue incendiado durante el Levantamiento de Enero de 1863.

## Demografía
Según datos de la Oficina Central de Estadística de Polonia (GUS) al 31 de diciembre de 2022, Siemiatycze es una pequeña ciudad con una población de 13491 habitantes (lugar 11 en el voivodato de Podlaquia y 315 en Polonia), tiene una superficie de 36,3 km² (quinto lugar en el voivodato de Podlaquia y 135 en Polonia)  y una densidad de población de 371,7 hab. /km² (lugar 24 en el voivodato de Podlaquia y lugar 677 en Polonia). En los años 2002-2022, el número de habitantes disminuyó un 12,4%.
Los habitantes de Siemiatycze constituyen alrededor del 32,81% de la población del distrito de Siemiatycze, constituyendo el 1,18% de la población del voivodato de Podlaquia.
| Descripción                          | Total     | Total    | Mujer     | Mujer    | Hombres   | Hombres  |
| ------------------------------------ | --------- | -------- | --------- | -------- | --------- | -------- |
| unidad                               | población | %        | población | %        | población | %        |
| población                            | 13 491    | 100      | 7 083     | 52,5     | 6 408     | 47,5     |
| superficie                           | 36.3 km²  | 36.3 km² | 36.3 km²  | 36.3 km² | 36.3 km²  | 36.3 km² |
| densidad poblacional (habitante/km²) | 371,7     | 371,7    | 195.1     | 195.1    | 176,6     | 176,6    |

Según el censo del 30 de septiembre de 1921, había 5 694 personas en 766 casas en 371,7, 1 889 polacos, 281 bielorrusos, 3 489 judíos, 26 rusos, 9 lituanos. 1 459 personas eran católicas, 509 ortodoxas, 6 evangélicas, 8 declaradas greco-católicas, 3 718: judíos.

## Clima
En general, en Siemiatycze hace un frío moderado. Las precipitaciones son importantes durante todo el año. Incluso en los meses más secos llueve mucho. Este clima es “Dfb” según la clasificación climática de Köppen-Geiger. La temperatura media en esta zona es de 8,5 °C. Durante el año, la precipitación media es de 695 mm. 
Siemiatycze se encuentra en el hemisferio norte. Los suaves días de verano comienzan a finales de junio y terminan en septiembre.

## Economía
Centro industrial y de servicios; Industrias alimentaria, de materiales de construcción y del mueble. Artesanías de arte popular. Las mayores plantas de producción incluyen: el fabricante de maquinaria agrícola, municipal y de reciclaje Pronar, la fábrica de lácteos Polser, propiedad de la empresa Lactalis, y las fábricas de zumos y alimentos congelados Oerlemans y OK, creadas sobre la base de la antigua ZPOW. .

## Educación

### Escuelas primarias
- Escuela primaria nro. º 1 Księżnej Anny z Sapiehów Jabłonowskiej, calle Ogrodowa 2
- Escuela primaria nro. 3 Jana Pawła II, calle Andersa 4 [25]

### Escuelas secundarias

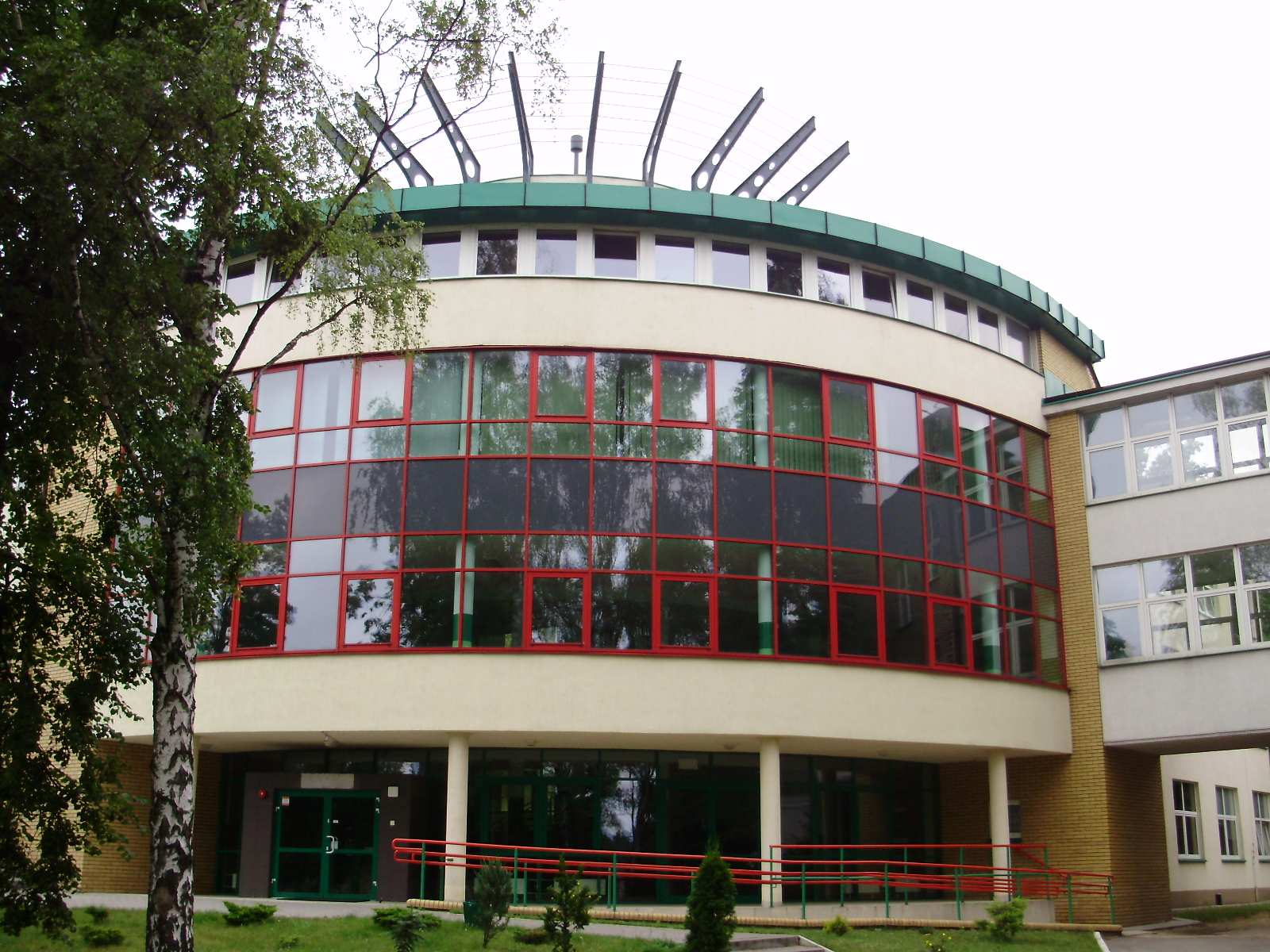
Comisión Nacional de Educación Secundaria

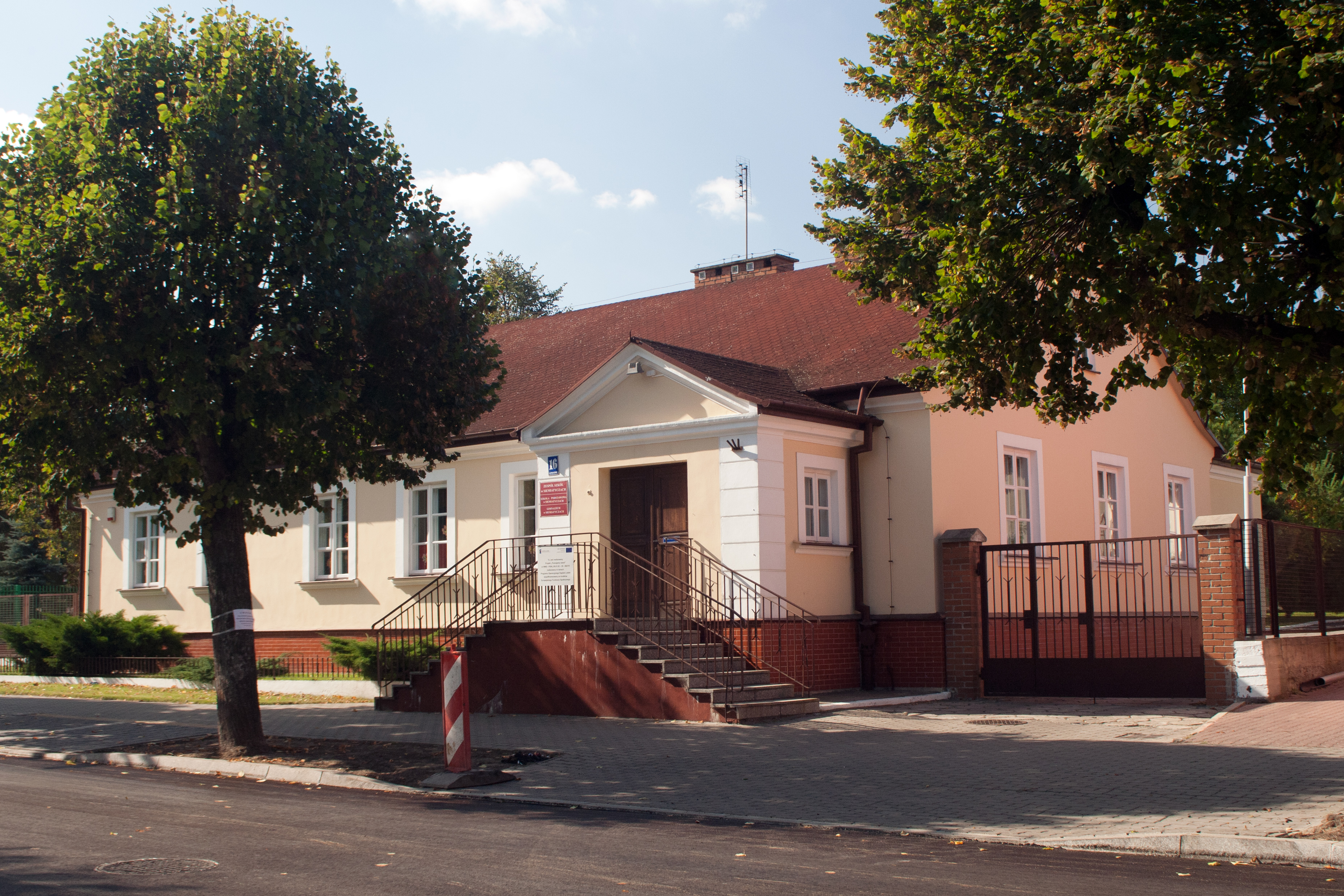
Complejo escolar en Siemiatycze

- Complejo escolar, calle Tadeusz Kościuszko [26]
  - escuela secundaria ken,
  - Escuela Industrial de Primer Grado
  - escuela vocacional básica
- Escuela secundaria para adultos ZDZ en Białystok, calle Pałacowa 24
- Escuela industrial de primer grado, calle Pałacowa, 10 [27]
- Protección Escuela Superior “VIP”, calle Tadeusz Kościuszko 43

### Facultades
- Escuela Superior Nadbużańska, calle Tadeusz Kościuszko, 43

### Escuelas de música
- Escuela de Música 1.º Grado Wojciech Kilar, calle Legionów Piłsudskiego 1

### Escuelas especiales
- Complejo Escolar Especial, calle Tadeusz Kościuszko 46
  - Escuela Primaria Especial
    - Escuela primaria especial, sucursal en Baciki Średnie

  - Escuela de formación

## Transportes

### Transporte por carretera
En la ciudad se cruzan las siguientes carreteras nacionales y provinciales:
- Carretera nacional núm. 19 — Kuźnica Białostocka → Białystok → Siemiatycze → Lublin → Rzeszów → Barwinek
- Carretera nacional núm. º 62 — Strzelno → Włocławek → Płock → Wyszków → Węgrów → Siemiatycze
- Carretera provincial núm. º 690 — Czyżew → Ciechanowiec → Siemiatycze
- Carretera provincial núm. 693 — Siemiatycze → Kleszczele

### Transporte en autobús

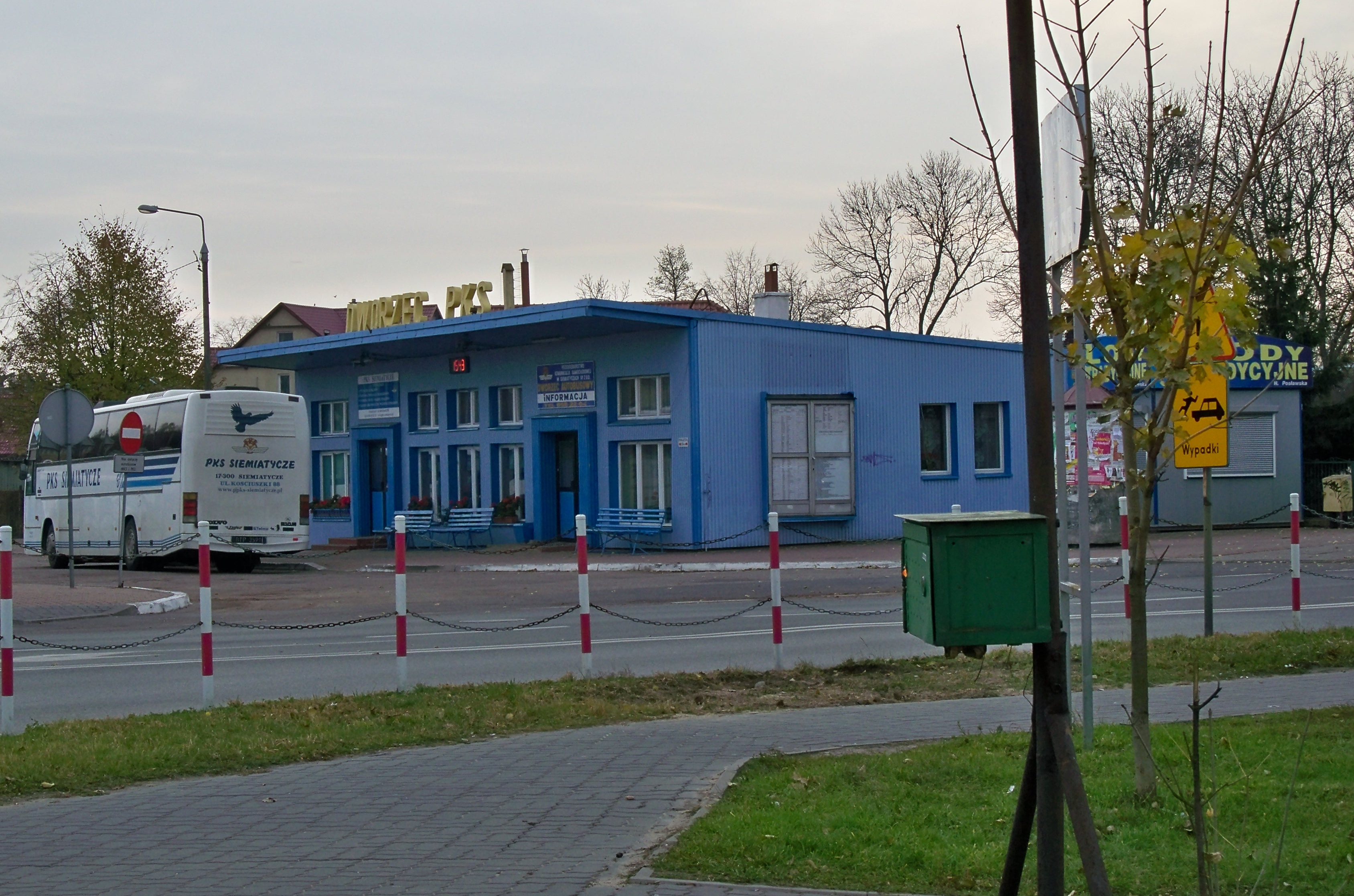
Estación de autobuses que ya no existe en la calle Grodzieńska

A partir de enero de 2017, el transporte en autobús lo realiza PKS NOVA Sp. z o. zoo , fundada mediante la adquisición del PKS existente en Suwałki, Łomża y Siemiatycze. Dispone de líneas de larga distancia con Białystok y Varsovia y una pequeña red de conexiones locales. Desde la liquidación de PKS Siemiatycze y la fundación de PKS Nova, el transporte público en la ciudad ha ido en declive. La empresa liquidó, entre otras, la línea Białystok- Rzeszów, por lo que los habitantes perdieron su única conexión con Rzeszów y una de las pocas conexiones públicas con Lublin . El autobús Suwałki- Cracovia también dejó de pasar por Siemiatycze. En noviembre de 2017 dejó de circular el autobús de larga distancia que circulaba entre Siemiatycze y Gdańsk. Después de la inclusión de Siemiatycze PKS en las estructuras de PKS Nova, dejaron de realizarse cursos internacionales a Bruselas, donde vive mucha gente de Siemiatycze. El 7 de junio de 2017, la empresa también vendió la estación de autobuses existente, dejando solo dos estaciones de embarque de autobuses.
Desde 2017, la ciudad cuenta con dos llamadas “paradas de autobús verdes”, dos refugios hechos de paneles de madera y jardineras, cubiertos de arbustos, hiedra verde y flores. Por la noche, las paradas de autobús están iluminadas con luces LED.

### Transporte ferroviario

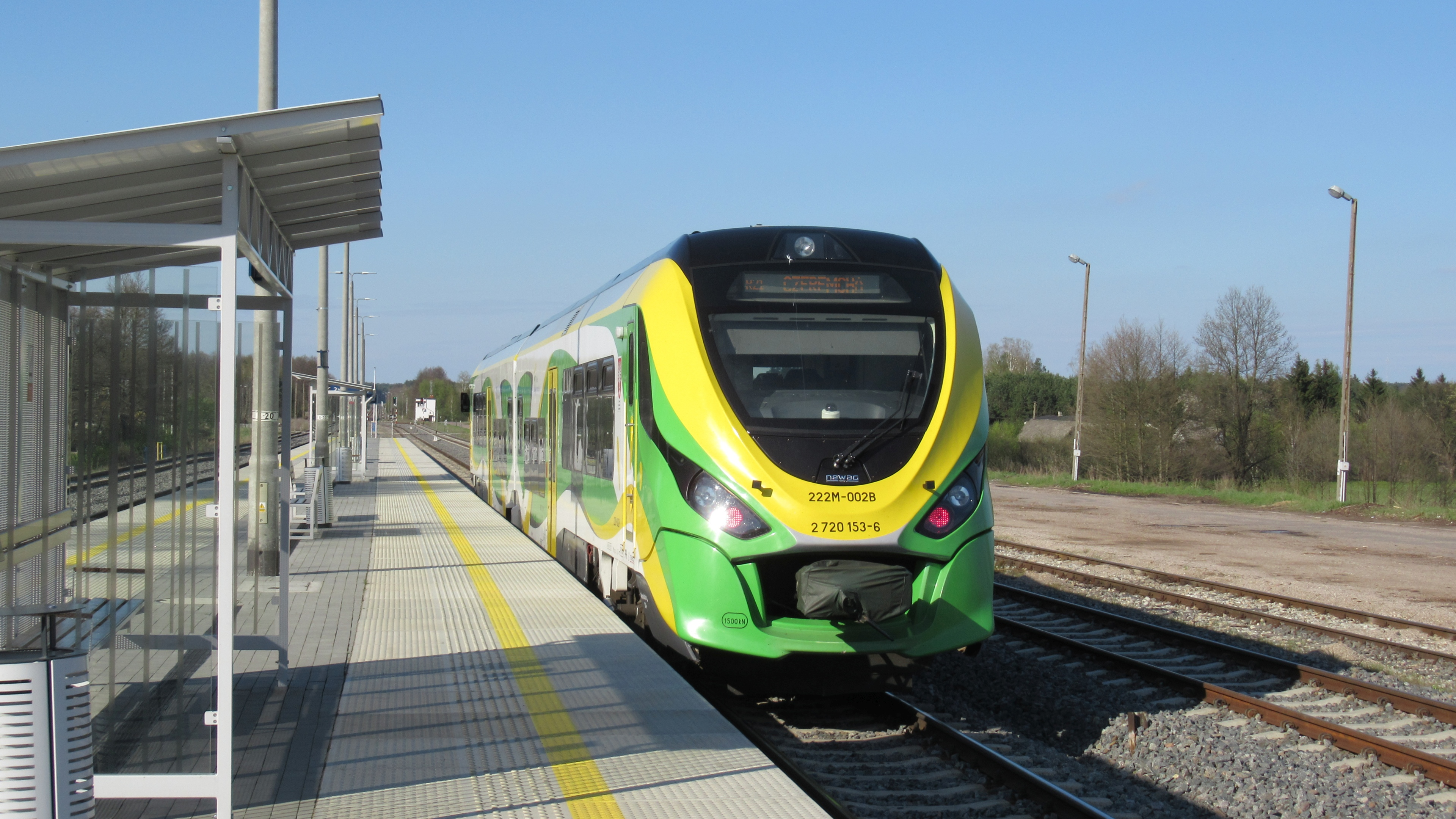
Estación de tren de Siemiatycze en el pueblo de Siemiatycze-Stacja (2021)

La línea ferroviaria no electrificada n. 31 Siedlce — Siemianówka se encuentra a 6 km de la ciudad. Hay un asentamiento llamado Siemiatycze-Stacja. Desde la estación de Siemiatycze se puede ir directamente a Siedlce, Czeremcha y Hajnówka en tren de pasajeros y en tren rápido a Varsovia, que circula como tren de pasajeros en el tramo Siedlce - Hajnówka. Debido a la falta de rentabilidad de las conexiones, su número está disminuyendo gradualmente o se están reemplazando por autobuses ferroviarios proporcionados por PPKS Siemiatycze a pedido de Mazovian Railways. Actualmente, desde la estación salen 4 trenes diarios en ambos sentidos. Para reducir costes, las conexiones regionales de esta línea se realizan mediante los trenes SA108-007 y SA105-103, adquiridos con fondos del gobierno local, el Voivodato de Podláquia y la Unión Europea en el marco del Programa Operativo Integrado para el Desarrollo Regional.

### Transporte público
El servicio de transporte público en Siemiatycze lo proporciona PKS Nova. Hay 3 líneas de autobús en Siemiatycze:
- 1 por las calles Armii Krajowej — Kościuszki — Grodzieńską — plaza Jana Pawła II — Ciechanowiecką (regreso a la plaza Jana Pawła II por las calles: Głowackiego — 3 Maja)
- 2 a lo largo de las calles Armii Krajowej — Kościuszki — Żwirki i Wigury — 11 Listopada — Legionów Piłsudskiego — Ogrodową — Drohiczyńską — Plaza Jana Pawła II — Grodzieńską — Wysoką — Andersa — Górną — Kasztanową — Słowiczyńską
- 3 a lo largo de las calles 11 Listopada — Legionów Piłsudskiego — Ogrodowa — Drohiczyńską — Plaza Jana Pawła II — Grodzieńską — Wysoką — Andersa — Górną — Kasztanową — Słowiczyńską

## Deportes
Desde el 27 de junio de 1991 la Sociedade Esportiva funciona en la ciudad. La asociación fundada por profesores de educación física organizaba eventos recreativos y deportivos. A principios de los años 90, la asociación asumió la propiedad y las tareas del Centro Distrital de Deportes y Recreación. En aquella época se organizaron gimnasios, triatlones, carreras Independencia, clases de aeróbic y kickboxing y secciones de balonmano . En 1993, el ayuntamiento rescindió el contrato con la Sociedade Desportiva y desde entonces las subvenciones del alcalde de la ciudad han ido disminuyendo sistemáticamente, lo que ha provocado el deterioro de la oferta recreativa y deportiva. La organización se centró en la promoción del balonmano, donde logró numerosos éxitos.
El 27 de enero de 1999, por decisión del Ayuntamiento de Siemiatycze, se creó el Centro Municipal de Deportes y Recreación (MOSiR). El centro se encarga de organizar eventos deportivos y mantener las instalaciones de la ciudad. En 2020, bajo su patrocinio, hay 2 estanques de agua, más de 60 hectáreas de zonas verdes  e instalaciones deportivas como la piscina “Wodne Tarasy”, skatepark, estadio de fútbol, pabellón deportivo y de ocio, rutas para correr o el complejo del campo deportivo ORLIK. Cada año se organizan numerosos eventos deportivos.

## Comunidades religiosas
Las siguientes asociaciones religiosas realizan actividades en la ciudad:
- Iglesia Ortodoxa Polaca :

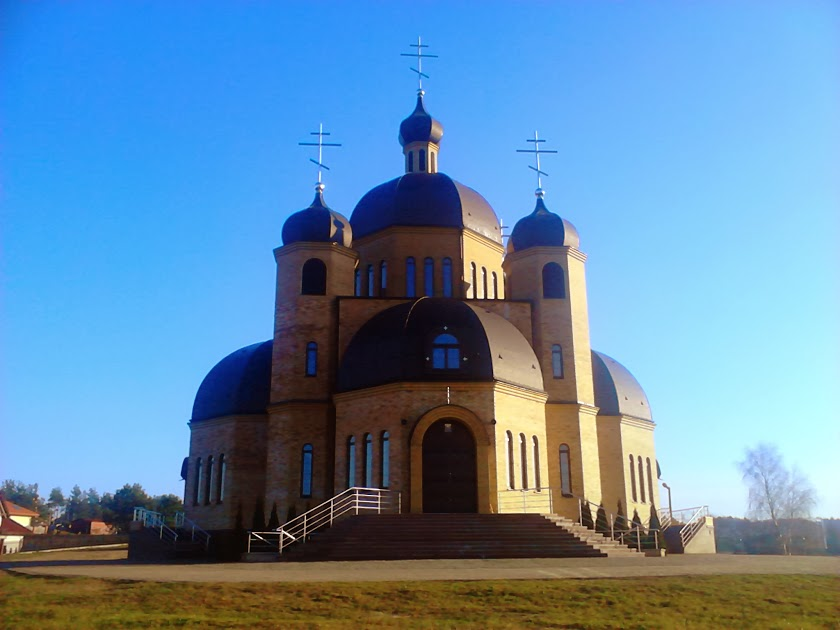
Iglesia Ortodoxa de la Resurrección de Cristo

- - Parroquia de los Santos Pedro y Pablo
  - Parroquia de la Resurrección del Señor
- Iglesia de Cristo [35]
  - Iglesia de Cristo en Siemiatycze
- Iglesia católica de rito latino :
  - Parroquia de la Asunción de la Santísima Virgen María
  - Parroquia de San Andrés Bobola
- Testigos de Jehová:
  - Iglesia en Siemiatycze-Este
  - Iglesia Siemiatycze-West (Salón del Reino, calle Kasztanowa, 33)